# Exodus (album d'Exo)
Pour les articles homonymes, voir Exodus.
Albums de EXO
Exology Chapter 1: The Lost Planet
(2014) Sing for You
(2015)
Singles
1. Call Me Baby
Sortie : 30 mars 2015
2. Love Me Right
Sortie : 3 juin 2015

Exodus (stylisé EXODUS) est le second album studio du boys band sud-coréano-chinois EXO, sorti le 30 mars 2015 sous SM Entertainment et distribué par KT Music. C'est le premier album studio le plus long du groupe en termes de durée depuis XOXO (2013) et aussi la première sortie depuis les départs de Kris et Luhan, ne faisant les promotions qu'avec dix membres. Exodus est le dernier album incluant le membre d'EXO-M Tao avant de quitter le groupe et d'intenter un procès contre SM Entertainment pour demander la résiliation de son contrat. Le titre-phare de l'album, "Call Me Baby", est révélé trois jours avant la sortie de l'album, ses clips vidéos sont mis en ligne le 31 mars 2015.
L’album brise tous les records et obtient le titre de l’album le plus vendu durant l’année 2015 aux World Music Awards 2015 avec près de 8,7 millions d’albums vendus en moins de 8 mois après sa sortie.
Le 3 juin, la réédition de l'album, Love Me Right sort avec quatre nouvelles chansons, incluant le titre principal du même nom. Avec les deux versions de l'album, EXO a eu le plus grand volume de vente dans le plus court laps de temps pour n'importe quel artiste K-pop, vendant plus d'un million d'exemplaires en un mois.

## Contexte
Avant la sortie de l'album, SM Entertainment a tenu une conférence de presse, dans laquelle tous les membres étaient présents, sauf Lay, qui était en Chine pour se concentrer sur son nouveau film à venir. Bien qu'il ne puisse pas assister à la conférence de presse, il s'est excusé via un appel vidéo en disant : « Je suis vraiment désolé, je voulais vraiment voir tout le monde. Les membres me manquent aussi. Nous allons montrer une image parfaite pour ce retour. S'il vous plaît, attendez le. ».
Suho a également déclaré qu'il n'avait jamais pensé aux nombres de vente après la sortie de l'album et voulait simplement apporter de la nouvelle musique aux fans du groupe. Il a dit que la seule chose dans l'esprit des membres lors de la production de cet album était que les auditeurs pouvaient l'apprécier. Il a également conclu en disant que ce serait un nouveau départ pour EXO, après les procès des anciens membres du groupe Luhan et Kris et que les membres montreraient un côté plus lumineux et plus frais à leurs fans.
L'album comporte des paroles écrites par Teddy Riley mais aussi par Jonghyun de SHINee qui a écrit les paroles de la chanson "Playboy". Au total, l'album comporte dix chansons recouvrant un certain nombre de genres y compris la danse, R&B et ballade.

## Sortie
EXO a déclaré que 20 couvertures différentes de l'album seraient publiées en ligne et en copies physiques. Chaque membre figurera sur sa propre couverture de l'album en version coréenne et chinoise. Les versions coréennes seraient de couleur or quant aux versions chinoises en argent. Les tranches de tous les albums réunies créent leur nouveau logo.
Selon la SM, en seulement quelques jours, EXODUS s’est vendu à plus de 500 000 copies, combinant les albums coréens (321 200 copies) et les albums chinois (181 240 copies).
En Corée du Sud, la version coréenne de l'album a été en tête du Gaon Album Chart pendant quatre semaines consécutives, tandis que son homologue chinois a atteint la deuxième place. Les deux versions ont occupé les deux premières places pendant trois semaines depuis leur sortie. Plus tard, la version coréenne de l'album réédité "Love Me Right" est resté au sommet des charts pendant deux semaines consécutives. EXODUS est devenu l'album le plus vendu du premier trimestre en 2015, seulement deux jours après sa sortie le 30 mars.
Au Japon, les deux albums sont entrés dans le top 10 de l'Oricon Albums Chart, atteignant la quatrième (version coréenne) et septième (version chinoise) position respectivement. La version combinée de l'album s'est vendue à plus de 6 000 exemplaires aux États-Unis, et a atteint la 95e place sur le Billboard 200 dès sa première semaine de sortie. Exodus est ainsi devenu le deuxième album K-pop le plus vendu dans la région. L'album a également été en tête du Billboard's World Albums Chart le 18 avril 2015 et est resté dans le top 10 pendant six semaines consécutives.
EXODUS est l'album le plus vendu au monde avec un total de 303 000 copies vendues dès la première semaine. Avec les pré-commandes de "Love Me Right", les ventes totales de l'album ont dépassé un million d'unités dans le monde entier.

## Singles
SM Entertainment a publié la chanson "First Love" sur YouTube pour donner aux fans un avant-goût. Selon les membres, c'était un cadeau pour les fans après avoir patiemment attendu supporter les problèmes et les luttes rencontrés par le groupe tout en les soutenant avec leurs activités. La chanson a pu être téléchargée sur des plateformes de streaming mais a ensuite été rendue privée dix heures après sa mise en ligne.
Le premier single de l'album, "Call Me Baby", a été mise en ligne le 28 mars 2015 tandis que les clips vidéos des deux versions (coréen et chinois respectivement) sont sorties trois jours plus tard sur un certain nombre de médias. La version coréenne du single s'est classé numéro deux sur le Gaon Digital Chart tandis que son homologue chinois a atteint la 36e place. Il est également entré dans le Canadian Hot 100 la semaine du 25 avril 2015, atteignant la 98e place. Depuis sa sortie, "Call Me Baby" s'est vendu à près de 826 000 copies numériques en Corée du Sud et 831 000 dans le monde entier.
La version coréenne de "Love Me Right " a plus tard été en tête du Gaon Digital Chart, devenant le deuxième hit numéro un du groupe dans leur pays natal après "Décembre 2014 (The Winter's Tale)". Elle s'est vendue à environ 625 000 copies numériques en Corée du Sud.
Les chansons "El Dorado" et "Beautiful" de l'album ont été utilisées il y a trois ans de cela quand la SM sortait les teasers pour présenter chaque membre du groupe. Les chansons utilisées n'étaient seulement que des démos. "El Dorado" a été utilisé dans le teaser présentant Chanyeol tandis que "Beautiful" a été utilisé pour présenter Lay, Baekhyun et Chen.

## Promotion
EXO a fait son retour de scène avec "Call Me Baby" au M Countdown le 2 avril 2015 et dans d'autres émissions musicales. En plus de cette chanson, le groupe a notamment interprété "My Answer" au M! Countdown et au Music Bank.
Le groupe a reçu son premier prix lors de leur performance au Inkigayo, diffusé le 5 avril 2015. EXO a reçu un total de 18 trophées pour "Call Me Baby", brisant leur propre record précédemment détenu pour "으르렁 (Growl)" (14 trophées).

## Liste des titres

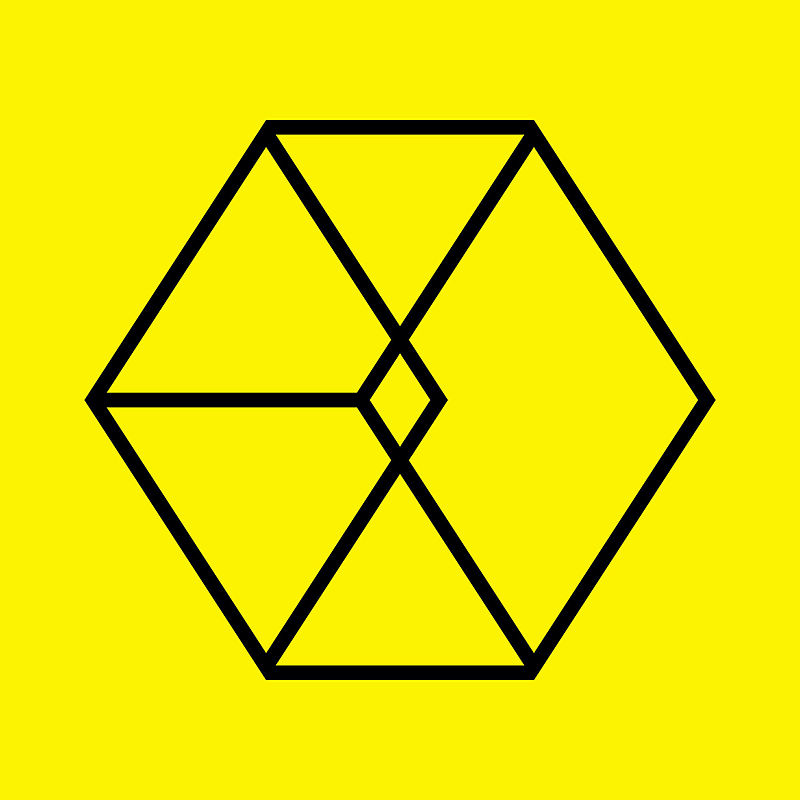
Pochette de Love Me Right.

| Exodus (Version coréenne) | Exodus (Version coréenne)                               | Exodus (Version coréenne)                               | Exodus (Version coréenne)                                                 | Exodus (Version coréenne) | Exodus (Version coréenne) | Exodus (Version coréenne) | Exodus (Version coréenne) | Exodus (Version coréenne) | Exodus (Version coréenne) |
| No                        | Titre                                                   | Auteur                                                  | Producteur(s)                                                             | Durée                     |                           |                           |                           |                           |                           |
| ------------------------- | ------------------------------------------------------- | ------------------------------------------------------- | ------------------------------------------------------------------------- | ------------------------- | ------------------------- | ------------------------- | ------------------------- | ------------------------- | ------------------------- |
| 1.                        | Call Me Baby                                            | Jo Yoon-kyung, January 8th (Jam Factory), Kim Dong-hyun | Teddy Riley, DOM, Lee Hyun-seung, J.SOL, Dantae Johnson                   | 3:31                      |                           |                           |                           |                           |                           |
| 2.                        | Transformer                                             | Kenzie                                                  | Kenzie, Jonathan Yip, Jeremy Reeves, Ray Romulus, Ray McCullough          | 3:47                      |                           |                           |                           |                           |                           |
| 3.                        | 시선 둘, 시선 하나 (What If…) (Siseon Dul, Siseon Hana) | Seo Ji-eum                                              | The Underdogs, Patrick "J. Que" Smith, Dewain Whitmore, Adonis Shropshire | 4:18                      |                           |                           |                           |                           |                           |
| 4.                        | My Answer (chanté par Baekhyun, D.O. et Suho)           | Lee Joo-hyung                                           | Lee Joo-hyung                                                             | 3:33                      |                           |                           |                           |                           |                           |
| 5.                        | Exodus                                                  | Jo Yoon-kyung                                           | Albi Albertsson, Yuka Otsuki, Fabian Strangl                              | 3:19                      |                           |                           |                           |                           |                           |
| 6.                        | El Dorado                                               | Seo Ji-eum, Lee Yoo-jin                                 | Lim Kwang-wook, Mage, Chase                                               | 3:59                      |                           |                           |                           |                           |                           |
| 7.                        | Playboy                                                 | Jonghyun                                                | Jonghyun, 위프리키                                                        | 3:32                      |                           |                           |                           |                           |                           |
| 8.                        | Hurt                                                    | 100% Seo-jung                                           | Albi Albertsson                                                           | 3:39                      |                           |                           |                           |                           |                           |
| 9.                        | 유성우 (Lady Luck) (Yuseong-u)                          | Jo Yoon-kyung                                           | Command Freaks, Andreas Stone Johansson                                   | 3:33                      |                           |                           |                           |                           |                           |
| 10.                       | Beautiful                                               | Lee Chae-yoon (Jam Factory)                             | Teddy Riley, DOM, Richard Garcia, Dantae Johnson, Labyron Walton          | 4:03                      |                           |                           |                           |                           |                           |
| 37:14                     |                                                         |                                                         |                                                                           |                           |                           |                           |                           |                           |                           |

| Exodus (Version chinoise) | Exodus (Version chinoise)                                                                                     | Exodus (Version chinoise) | Exodus (Version chinoise)                                                 | Exodus (Version chinoise) | Exodus (Version chinoise) | Exodus (Version chinoise) | Exodus (Version chinoise) | Exodus (Version chinoise) | Exodus (Version chinoise) |
| No                        | Titre | Auteur                    | Producteur(s)                                                             | Durée                     |                           |                           |                           |                           |                           |
| ------------------------- | --- | ------------------------- | ------------------------------------------------------------------------- | ------------------------- | ------------------------- | ------------------------- | ------------------------- | ------------------------- | ------------------------- |
| 1.                        | Call Me Baby (叫我) (Jiào Wǒ)                                                                                 | Dai Yue Dong              | Teddy Riley, DOM, Lee Hyun-seung, J.SOL, Dantae Johnson                   | 3:31                      |                           |                           |                           |                           |                           |
| 2.                        | Transformer (变形女) (Chinois: 變形女; Pinyin: Biànxíng Nǚ)                                                   | T-Crash                   | Kenzie, Jonathan Yip, Jeremy Reeves, Ray Romulus, Ray McCullough          | 3:47                      |                           |                           |                           |                           |                           |
| 3.                        | What If… (两个视线, 一个视线) (Chinois: 兩個視線, 一個視線; Pinyin: Liǎnggè Shìxiàn, Yígè Shìxiàn; avec D.O.) | Annakid                   | The Underdogs, Patrick "J. Que" Smith, Dewain Whitmore, Adonis Shropshire | 4:18                      |                           |                           |                           |                           |                           |
| 4.                        | My Answer (我的答案) (Wǒ de Dá'àn; chanté par Chen, Lay et D.O.)                                              | Dai Yue Dong              | Lee Joo-hyung                                                             | 3:33                      |                           |                           |                           |                           |                           |
| 5.                        | Exodus (逃脱) (Chinois: 逃脫; Pinyin: Táotuō)                                                                 | Zhou Wei Jie              | Albi Albertsson, Yuka Otsuki, Fabian Strangl                              | 3:19                      |                           |                           |                           |                           |                           |
| 6.                        | El Dorado (黄金国) (Chinois: 黃金國; Pinyin: Huángjīnguó)                                                     | Wang Yajun                | Lim Kwang-wook, Mage, Chase                                               | 3:59                      |                           |                           |                           |                           |                           |
| 7.                        | Playboy (坏男孩) (Chinois: 壞男孩; Pinyin: Huài Nánhái; avec D.O.)                                            | Wang Yajun                | Jonghyun, 위프리키                                                        | 3:32                      |                           |                           |                           |                           |                           |
| 8.                        | Hurt (伤害) (Chinois: 傷害; Pinyin: Shānghài)                                                                 | Zhou Wei Jie              | Albi Albertsson                                                           | 3:39                      |                           |                           |                           |                           |                           |
| 9.                        | 流星雨 (Lady Luck) (Liúxīngyǔ; avec D.O.)                                                                     | Annakid                   | Command Freaks, Andreas Stone Johansson                                   | 3:33                      |                           |                           |                           |                           |                           |
| 10.                       | Beautiful (美) (Měi; avec Baekhyun)                                                                           | Zhou Yu Cheng             | Teddy Riley, DOM, Richard Garcia, Dantae Johnson, Labyron Walton          | 4:03                      |                           |                           |                           |                           |                           |
| 37:14                     | |                           |                                                                           |                           |                           |                           |                           |                           |                           |

| Love Me Right - Réédition (Version coréenne) | Love Me Right - Réédition (Version coréenne)            | Love Me Right - Réédition (Version coréenne)            | Love Me Right - Réédition (Version coréenne)                                                                    | Love Me Right - Réédition (Version coréenne) | Love Me Right - Réédition (Version coréenne) | Love Me Right - Réédition (Version coréenne) | Love Me Right - Réédition (Version coréenne) | Love Me Right - Réédition (Version coréenne) | Love Me Right - Réédition (Version coréenne) |
| No                                           | Titre                                                   | Auteur                                                  | Producteur(s)                                                                                                   | Durée                                        |                                              |                                              |                                              |                                              |                                              |
| -------------------------------------------- | ------------------------------------------------------- | ------------------------------------------------------- | --- | -------------------------------------------- | -------------------------------------------- | -------------------------------------------- | -------------------------------------------- | -------------------------------------------- | -------------------------------------------- |
| 1.                                           | Love Me Right                                           | Oh Yoo-won (Jam Factory), Kim Dong-hyun                 | Denzil "DR" Remedios, Nermin Harambasic, Courtney Woolsey, Peter Tambakis, Ryan S. Jhun, Jarah Lafayette Gibson | 3:25                                         |                                              |                                              |                                              |                                              |                                              |
| 2.                                           | Tender Love                                             | Gaeko                                                   | Gaeko, Lim Kwang-wook, Ryan Kim, Mistazo, Dauri, Chase                                                          | 3:36                                         |                                              |                                              |                                              |                                              |                                              |
| 3.                                           | Call Me Baby                                            | Jo Yoon-kyung, January 8th (Jam Factory), Kim Dong-hyun | Teddy Riley, DOM, Lee Hyun-seung, J.SOL, Dantae Johnson                                                         | 3:31                                         |                                              |                                              |                                              |                                              |                                              |
| 4.                                           | Transformer                                             | Kenzie                                                  | Kenzie, Jonathan Yip, Jeremy Reeves, Ray Romulus, Ray McCullough                                                | 3:47                                         |                                              |                                              |                                              |                                              |                                              |
| 5.                                           | 시선 둘, 시선 하나 (What If…) (Siseon Dul, Siseon Hana) | Seo Ji-eum                                              | The Underdogs, Patrick "J. Que" Smith, Dewain Whitmore, Adonis Shropshire                                       | 4:18                                         |                                              |                                              |                                              |                                              |                                              |
| 6.                                           | My Answer (chanté par Baekhyun, D.O. et Suho)           | Lee Joo-hyung                                           | Lee Joo-hyung                                                                                                   | 3:33                                         |                                              |                                              |                                              |                                              |                                              |
| 7.                                           | Exodus                                                  | Jo Yoon-kyung                                           | Albi Albertsson, Yuka Otsuki, Fabian Strangl                                                                    | 3:19                                         |                                              |                                              |                                              |                                              |                                              |
| 8.                                           | El Dorado                                               | Seo Ji-eum, Lee Yoo-jin                                 | Lim Kwang-wook, Mage, Chase                                                                                     | 3:59                                         |                                              |                                              |                                              |                                              |                                              |
| 9.                                           | Playboy                                                 | Jonghyun                                                | Jonghyun, 위프리키                                                                                              | 3:32                                         |                                              |                                              |                                              |                                              |                                              |
| 10.                                          | First Love                                              | Iseuran                                                 | Cedric "Dabenchwarma" Smith, Keynon Moore, Henry Hill, Ahmad Russell, Catherine Ahn, Danny Jones, Zev Perilman  | 4:02                                         |                                              |                                              |                                              |                                              |                                              |
| 11.                                          | Hurt                                                    | 100% Seo-jung                                           | Albi Albertsson                                                                                                 | 3:39                                         |                                              |                                              |                                              |                                              |                                              |
| 12.                                          | 유성우 (Lady Luck) (Yuseong-u)                          | Jo Yoon-kyung                                           | Command Freaks, Andreas Stone Johansson                                                                         | 3:33                                         |                                              |                                              |                                              |                                              |                                              |
| 13.                                          | Beautiful                                               | Lee Chae-yoon (Jam Factory)                             | Teddy Riley, DOM, Richard Garcia, Dantae Johnson, Labyron Walton                                                | 4:03                                         |                                              |                                              |                                              |                                              |                                              |
| 14.                                          | 약속 (EXO 2014) (Yaksok)                                | Kim Jong-dae, Chanyeol                                  | Lay, Deez | 4:46                                         |                                              |                                              |                                              |                                              |                                              |
| 53:03                                        |                                                         |                                                         | |                                              |                                              |                                              |                                              |                                              |                                              |

| Love Me Right - Réédition (Version chinoise) | Love Me Right - Réédition (Version chinoise)                                                                  | Love Me Right - Réédition (Version chinoise) | Love Me Right - Réédition (Version chinoise)                                                                    | Love Me Right - Réédition (Version chinoise) | Love Me Right - Réédition (Version chinoise) | Love Me Right - Réédition (Version chinoise) | Love Me Right - Réédition (Version chinoise) | Love Me Right - Réédition (Version chinoise) | Love Me Right - Réédition (Version chinoise) |
| No                                           | Titre | Auteur                                       | Producteur(s)                                                                                                   | Durée                                        |                                              |                                              |                                              |                                              |                                              |
| -------------------------------------------- | --- | -------------------------------------------- | --- | -------------------------------------------- | -------------------------------------------- | -------------------------------------------- | -------------------------------------------- | -------------------------------------------- | -------------------------------------------- |
| 1.                                           | Love Me Right (漫遊宇宙)                                                                                      | Lin Xinye                                    | Denzil "DR" Remedios, Nermin Harambasic, Courtney Woolsey, Peter Tambakis, Ryan S. Jhun, Jarah Lafayette Gibson | 3:25                                         |                                              |                                              |                                              |                                              |                                              |
| 2.                                           | Tender Love (就是愛)                                                                                          | Wang Yajun                                   | Gaeko, Lim Kwang-wook, Ryan Kim, Mistazo, Dauri, Chase                                                          | 3:36                                         |                                              |                                              |                                              |                                              |                                              |
| 3.                                           | Call Me Baby (叫我) (Jiào Wǒ)                                                                                 | Dai Yue Dong                                 | Teddy Riley, DOM, Lee Hyun-seung, J.SOL, Dantae Johnson                                                         | 3:31                                         |                                              |                                              |                                              |                                              |                                              |
| 4.                                           | Transformer (变形女) (Chinois: 變形女; Pinyin: Biànxíng Nǚ)                                                   | T-Crash                                      | Kenzie, Jonathan Yip, Jeremy Reeves, Ray Romulus, Ray McCullough                                                | 3:47                                         |                                              |                                              |                                              |                                              |                                              |
| 5.                                           | What If… (两个视线, 一个视线) (Chinois: 兩個視線, 一個視線; Pinyin: Liǎnggè Shìxiàn, Yígè Shìxiàn; avec D.O.) | Annakid                                      | The Underdogs, Patrick "J. Que" Smith, Dewain Whitmore, Adonis Shropshire                                       | 4:18                                         |                                              |                                              |                                              |                                              |                                              |
| 6.                                           | My Answer (我的答案) (Wǒ de Dá'àn; chanté par Chen, Lay, et D.O.)                                             | Dai Yue Dong                                 | Lee Joo-hyung                                                                                                   | 3:33                                         |                                              |                                              |                                              |                                              |                                              |
| 7.                                           | Exodus (逃脱) (Chinois: 逃脫; Pinyin: Táotuō)                                                                 | Zhou Wei Jie                                 | Albi Albertsson, Yuka Otsuki, Fabian Strangl                                                                    | 3:19                                         |                                              |                                              |                                              |                                              |                                              |
| 8.                                           | El Dorado (黄金国) (Chinois: 黃金國; Pinyin: Huángjīnguó)                                                     | Wang Yajun                                   | Lim Kwang-wook, Mage, Chase                                                                                     | 3:59                                         |                                              |                                              |                                              |                                              |                                              |
| 9.                                           | Playboy (坏男孩) (Chinois: 壞男孩; Pinyin: Huài Nánhái; avec D.O.)                                            | Wang Yajun                                   | Jonghyun, 위프리키                                                                                              | 3:32                                         |                                              |                                              |                                              |                                              |                                              |
| 10.                                          | First Love (初戀)                                                                                             | Zhou Yu Cheng                                | Cedric "Dabenchwarma" Smith, Keynon Moore, Henry Hill, Ahmad Russell, Catherine Ahn, Danny Jones, Zev Perilman  | 4:02                                         |                                              |                                              |                                              |                                              |                                              |
| 11.                                          | Hurt (伤害) (Chinois: 傷害; Pinyin: Shānghài)                                                                 | Zhou Wei Jie                                 | Albi Albertsson                                                                                                 | 3:39                                         |                                              |                                              |                                              |                                              |                                              |
| 12.                                          | 流星雨 (Lady Luck) (Liúxīngyǔ; avec D.O.)                                                                     | Annakid                                      | Command Freaks, Andreas Stone Johansson                                                                         | 3:33                                         |                                              |                                              |                                              |                                              |                                              |
| 13.                                          | Beautiful (美) (Měi; avec Baekhyun)                                                                           | Zhou Yu Cheng                                | Teddy Riley, DOM, Richard Garcia, Dantae Johnson, Labyron Walton                                                | 4:03                                         |                                              |                                              |                                              |                                              |                                              |
| 14.                                          | 約定 (EXO 2014)                                                                                               | Lay                                          | Lay, Deez | 4:46                                         |                                              |                                              |                                              |                                              |                                              |
| 53:03                                        | |                                              | |                                              |                                              |                                              |                                              |                                              |                                              |

## Classements

### Versions coréenne et chinoise
| Classements                            | Meilleure position        | Meilleure position        | Meilleure position               | Meilleure position               | Ventes                                         |
| Classements                            | Exodus (Version coréenne) | Exodus (Version chinoise) | Love Me Right (Version coréenne) | Love Me Right (Version chinoise) | Ventes                                         |
| -------------------------------------- | ------------------------- | ------------------------- | -------------------------------- | -------------------------------- | ---------------------------------------------- |
| South Korea Gaon Weekly Albums Chart   | 1                         | 2                         | 1                                | 2                                | - COR: Plus de 1 268 940 - JPN: Plus de 83 640 |
| South Korea Gaon Monthly Albums Chart  | 1                         | 2                         | 1                                | 2                                | - COR: Plus de 1 268 940 - JPN: Plus de 83 640 |
| South Korea Gaon Year-End Albums Chart | 1                         | 4                         | 3                                | 11                               | - COR: Plus de 1 268 940 - JPN: Plus de 83 640 |
| Japanese Oricon Weekly Albums Chart    | 4                         | 7                         | 9                                | 14                               | - COR: Plus de 1 268 940 - JPN: Plus de 83 640 |
| Japanese Oricon Monthly Albums Chart   | 23                        | 46                        | —                                | —                                | - COR: Plus de 1 268 940 - JPN: Plus de 83 640 |

### Versions combinées
| Classements (2015)                    | Meilleure position | Meilleure position        | Ventes              |
| Classements (2015)                    | Exodus (Combinées) | Love Me Right (Combinées) | Ventes              |
| ------------------------------------- | ------------------ | ------------------------- | ------------------- |
| US Billboard 200                      | 95                 | —                         | - US: Plus de 6 000 |
| US Billboard Independent Albums Chart | 15                 | —                         | - US: Plus de 6 000 |
| US Billboard Top Album Sales Chart    | 70                 | —                         | - US: Plus de 6 000 |
| US Billboard World Albums Chart       | 1                  | 2                         | - US: Plus de 6 000 |

## Prix et nominations
| Année | Prix                           | Travail nommé | Titre                                    | Résultat   |
| ----- | ------------------------------ | ------------- | ---------------------------------------- | ---------- |
| 2015  | MelOn Music Awards             | EXODUS        | Album of the Year                        | Lauréat    |
| 2015  | MelOn Music Awards             | Call Me Baby  | Song of the Year                         | Nomination |
| 2015  | Mnet Asian Music Awards        | Call Me Baby  | UnionPay Song of the Year                | Nomination |
| 2015  | Mnet Asian Music Awards        | EXODUS        | UnionPay Album of the Year               | Lauréat    |
| 2015  | MBC Music Show Champion Awards | Call Me Baby  | Best Champion Songs of 2015              | Lauréat    |
| 2016  | Golden Disk Awards             | EXODUS        | Disk Bonsang                             | Lauréat    |
| 2016  | Golden Disk Awards             | EXODUS        | Disk Daesang                             | Lauréat    |
| 2016  | Golden Disk Awards             | Call Me Baby  | Digital Bonsang                          | Nomination |
| 2016  | Gaon Chart K-Pop Awards        | EXODUS        | Artist of the Year (Album) - 1st Quarter | Lauréat    |
| 2016  | Gaon Chart K-Pop Awards        | Love Me Right | Artist of the Year (Album) - 2nd Quarter | Lauréat    |
| 2016  | Seoul Music Awards             | EXODUS        | Record of the Year in Digital Release    | Nomination |
| 2016  | 4th YinYueTai V-Chart Awards   | EXODUS        | Album of the Year — Korea                | Lauréat    |

### Programmes de classements musicaux
| Chanson         | Programme                 | Date          |
| --------------- | ------------------------- | ------------- |
| "Call Me Baby"  | Inkigayo (SBS)            | 5 avril 2015  |
| "Call Me Baby"  | Inkigayo (SBS)            | 12 avril 2015 |
| "Call Me Baby"  | Inkigayo (SBS)            | 19 avril 2015 |
| "Call Me Baby"  | Show Champion (MBC Music) | 8 avril 2015  |
| "Call Me Baby"  | Show Champion (MBC Music) | 15 avril 2015 |
| "Call Me Baby"  | Show Champion (MBC Music) | 22 avril 2015 |
| "Call Me Baby"  | M Countdown (Mnet)        | 9 avril 2015  |
| "Call Me Baby"  | M Countdown (Mnet)        | 17 avril 2015 |
| "Call Me Baby"  | M Countdown (Mnet)        | 30 avril 2015 |
| "Call Me Baby"  | Music Bank (KBS)          | 10 avril 2015 |
| "Call Me Baby"  | Music Bank (KBS)          | 17 avril 2015 |
| "Call Me Baby"  | Music Bank (KBS)          | 24 avril 2015 |
| "Call Me Baby"  | Music Bank (KBS)          | 1er mai 2015  |
| "Call Me Baby"  | Show! Music Core (MBC)    | 11 avril 2015 |
| "Call Me Baby"  | Show! Music Core (MBC)    | 18 avril 2015 |
| "Call Me Baby"  | Show! Music Core (MBC)    | 25 avril 2015 |
| "Call Me Baby"  | Show! Music Core (MBC)    | 2 mai 2015    |
| "Call Me Baby"  | The Show (SBS MTV)        | 28 avril 2015 |
| "Love Me Right" | Show Champion (MBC Music) | 10 juin 2015  |
| "Love Me Right" | Show Champion (MBC Music) | 17 juin 2015  |
| "Love Me Right" | Show Champion (MBC Music) | 24 juin 2015  |
| "Love Me Right" | Music Bank (KBS)          | 12 juin 2015  |
| "Love Me Right" | Music Bank (KBS)          | 19 juin 2015  |
| "Love Me Right" | Show! Music Core (MBC)    | 13 juin 2015  |
| "Love Me Right" | Show! Music Core (MBC)    | 20 juin 2015  |
| "Love Me Right" | Show! Music Core (MBC)    | 27 juin 2015  |
| "Love Me Right" | The Show (SBS MTV)        | 16 juin 2015  |
| "Love Me Right" | M Countdown (Mnet)        | 18 juin 2015  |
| "Love Me Right" | Inkigayo (SBS)            | 21 juin 2015  |

## Historique de sortie
| Édition       | Pays          | Date         | Format                   | Label                      |
| ------------- | ------------- | ------------ | ------------------------ | -------------------------- |
| Exodus        | Corée du Sud  | 30 mars 2015 | CD, téléchargement légal | SM Entertainment, KT Music |
| Exodus        | Monde entier, | 30 mars 2015 | Téléchargement légal     | SM Entertainment           |
| Love Me Right | Corée du Sud  | 3 juin 2015  | CD, téléchargement légal | SM Entertainment, KT Music |
| Love Me Right | Monde entier, | 3 juin 2015  | Téléchargement légal     | SM Entertainment           |